# Shang Xiao
 (octobre 2018).
Si vous disposez d'ouvrages ou d'articles de référence ou si vous connaissez des sites web de qualité traitant du thème abordé ici, merci de compléter l'article en donnant les références utiles à sa vérifiabilité et en les liant à la section « Notes et références ».
Shang Xiao est un dessinateur de bande dessinée chinois né à Tianjin (天津) en décembre 1977. Il a notamment créée la série S.A.M. avec le scénariste Richard Marazano.

## Publications
Les Chroniques de Sillage
- 6 Les Chroniques de Sillage (Peine maximale), Delcourt, 2008
Scénario : Philippe Buchet et Morvan - Dessin et couleurs : Shang Xiao

S.A.M.
- 1 Après l’homme…, Dargaud, 2011
Scénario : Richard Marazano - Dessin et couleurs : Shang Xiao
- 2 Chasseurs de Robots…, Dargaud, 2013
Scénario : Richard Marazano - Dessin et couleurs : Shang Xiao
- 3 Un million d'hivers…, Dargaud, 2014
Scénario : Richard Marazano - Dessin et couleurs : Shang Xiao

## Prix et nominations
- 2012 : S.A.M. T1 reçoit le « prix BD des Collégiens » au festival d'Angoulême[1].
- 2012 : S.A.M. T.1 reçoit le prix « livrentête » de la meilleure bande dessinée par l’Union Nationale Culture et bibliothèques pour tous[2].
- 2012 : S.A.M. T. 1 est nommé pour le prix « Cezam » Île-de-France.